# Ludwig Voltz (Maler)

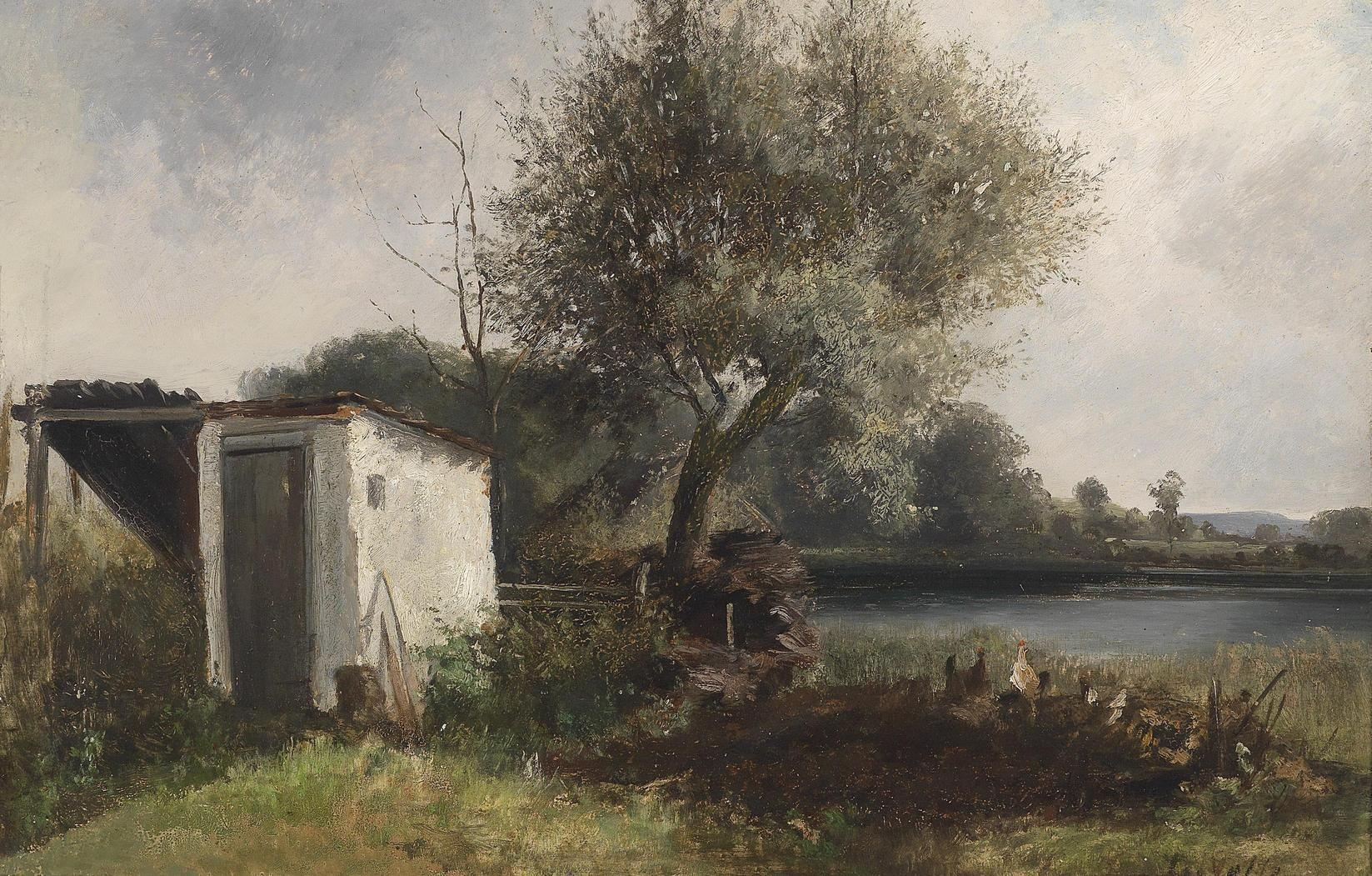
Am Seeufer

Ludwig Gustav Voltz (auch Louis Gustav Voltz, * 28. April 1825 in Augsburg; † 26. Dezember 1911 in München) war ein deutscher Tier- und Landschaftsmaler sowie Zeichner und Illustrator.
Ludwig Gustav Voltz war Sohn des Malers und Kupferstechers Johann Michael Voltz (1784–1858) und jüngerer Bruder von Johann Friedrich Voltz (1817–1886). 
Er besuchte seit dem 2. November 1842 die Königliche Akademie der Künste in München.
Zuerst wurde er von dem Schlachten- und Genremaler Peter von Hess, dann von dem Landschaftsmaler Adolf Heinrich Lier beeinflusst. 
Voltz spezialisierte sich auf die Pferdemalerei und malte Pferdebildnisse vor allem für die Fürsten Thurn und Taxis und Wallerstein. Später widmete er sich der Jagdmalerei. Er lieferte Illustrationen für den Münchener Bilderbogen.
Seine Werke stellte er auf den Kunstausstellungen seit 1848 in Wien und seit 1854 in München aus.
Ludwig Gustav Voltz war Mitglied im Münchner Kunstverein.